# Australiorondonia australica
Australiorondonia australica là một loài bọ cánh cứng trong họ Cerambycidae.